# Carlos Francisco Guidet Sánchez
Carlos Francisco Guidet Sánchez (San Juan, 10 de septiembre de 1944 - secuestrado desaparecido en Buenos Aires, 5 de agosto de 1977) fue un médico, militante del Peronismo de Base (PB), el Partido Comunista Marxista Leninista (PCML) y el Partido Revolucionario de los Trabajadores ( PRT), víctima de la última dictadura cívico militar de Argentina

## Breve reseña
Obtuvo el título de médico en la Facultad de Medicina de la Universidad Nacional de Córdoba. Trabajó como Practicante en el Hospital Rawson, de Córdoba, en el Hospital Mariano Castex, de la provincia de Buenos Aires y en el Hospital Muñiz de Capital Federal. Militó en el PB, el Partido Comunista Marxista Leninista (PCML) y el PRT.

## Secuestro y desaparición
Fue secuestrado en su domicilio en el barrio de Caballito, de la ciudad de Buenos Aires, el 5 de agosto de 1977, a los 32 años de edad. Hay informaciones que habría estado en el centro clandestino de detención El Vesubio. Permanece desaparecido.
Figura en el listado de víctimas españolas y de origen español en el juicio contra Adolfo Scilingo y Ricardo Cavallo.

## El proceso
Figura en la lista de desaparecidos por la dictadura en San Juan. El proceso que se lleva a cabo en San Juan involucra a los militares Jorge Olivera, Benito Martel, Antonio Lazo, Daniel Gómez y Horacio Nieto, y tiene a siete militares prófugos, que son el teniente Carlos Malatto, exiliado en Italia, y los oficiales y suboficiales Eduardo Vic, Jorge Paez, Eduardo Cardozo, José Del Torchio y Gustavo De Marchi, así como al exjefe de la Policía de San Juan, Juan Carlos Coronel. También estaba imputado el general Luciano Benjamín Menéndez, que cumple penas de prisión perpetua en Córdoba, pero fue apartado del caso, por razones de salud.